# Доры (Минская область)
Доры (бел. Доры) — агрогородок в Дорском сельсовете Воложинском районе Минской области Белоруссии. Административный центр Дорского сельсовета. Доры находятся в 25 км от Воложина и в 50 км от Минска.

## История
Мемориальный комплекс в деревне Доры был построен в 1991 году на месте церкви, сожжённой фашистами с 257 находившимися внутри её людьми.
23 июля 1943 года фашистские захватчики собрали всех жителей деревни Доры и поделили их на две части: одна часть должна была отправиться в Германию на принудительные работы, а вторая, состоявшая из детей, стариков и женщин, была согнана в местную церковь.
Фашисты разрядили автоматы в толпу, а затем подожгли церковь. Спастись удалось лишь трём жителям, которые спрятались в лесу и затем примкнули к партизанам.
В 1961 году на фундаменте сожжённой церкви был установлен памятник, а в 1991 году — мемориальный комплекс «Погибших ждут вечно». Авторами проекта являются скульптор Николай Иванович Кондратьев, архитекторы Ольга Борисовна Владыкина и Станислав Иванович Федченко. Композиция создана таким образом, чтобы скульптуры и малые архитектурные формы динамично сочетались с окружающей местностью, чтобы каждый элемент напоминал о страшной трагедии.
Оригинал композиции сегодня находится в Белорусском государственном музее истории Великой Отечественной войны в Минске, а в деревне Доры — копия, отлитая в металле. Основной элемент комплекса — это фигуры пяти скорбящих женщин, ставшие символом тысяч невыдуманных судеб.
С 2005 года Доры приобрели статус агрогородка.

## Транспорт и автодороги
Через Доры проезжает автобус по маршруту Минск-Воложин. Доры находятся в 2 километрах к северу от деревни Шараи, расположенной на 56 километре магистрали М6 Минск-Гродно.

## Производственная сфера
- ООО «Тарасово» — ПУ «Доры»

## Социально-культурная сфера
- Средняя школа-сад, Дорская школа искусств, сельская библиотека, Дорский сельский Дом культуры, фельдшерско-акушерский пункт.

## Культура

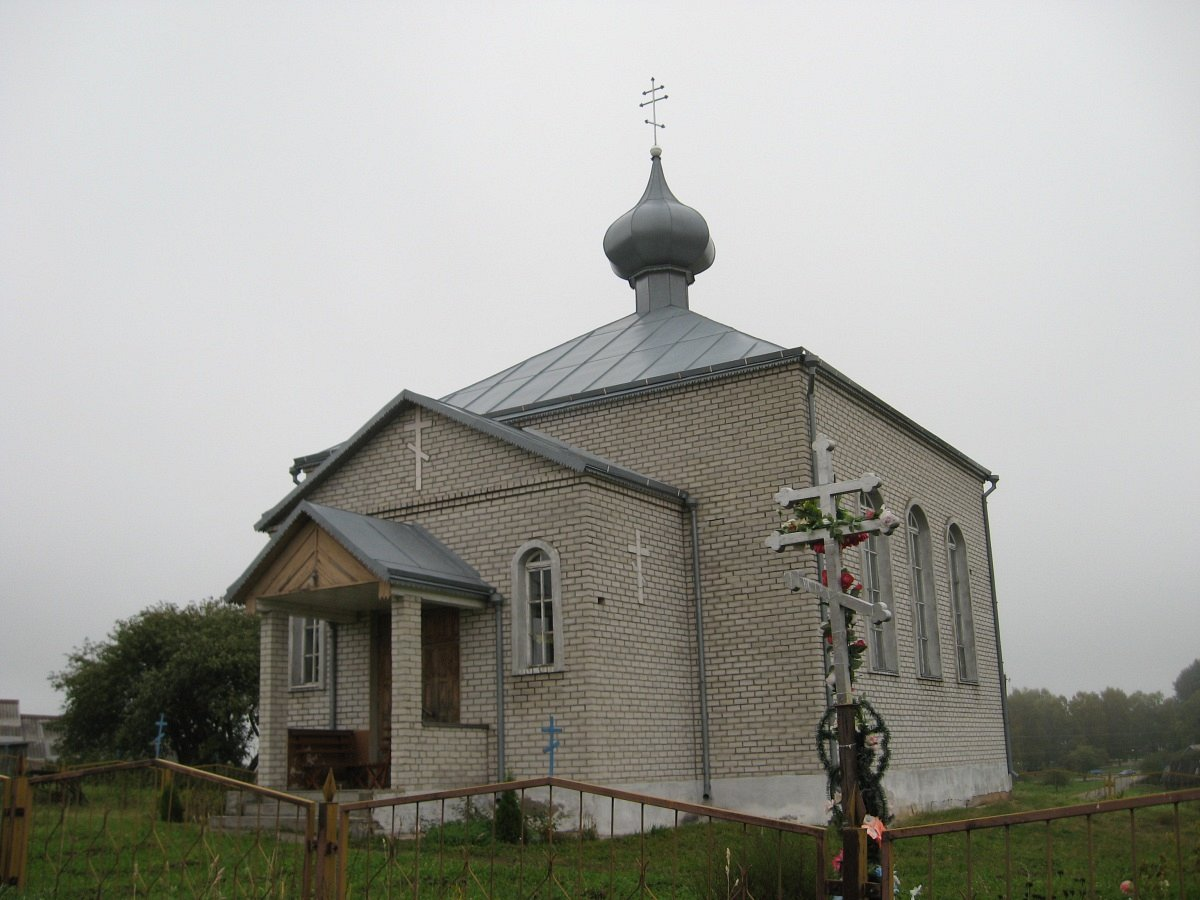
Храм в честь Покрова Пресвятой Богородицы

- Дом культуры

## Достопримечательности
- Мемориальный комплекс «Погибших ждут вечно»
- Храм в честь Покрова Пресвятой Богородицы (1997)

#### Утраченное наследие
- Храм в честь Покрова Пресвятой Богородицы (1773)